# AMX 30 AuF1
L'AMX 30 AuF1 è un'artiglieria semovente francese basata su 2 elementi: un cannone derivato dal TR calibro 155 montato su di una torretta installata, normalmente, sullo scafo del carro medio AMX-30. Il mezzo sostituì il precedente AMX 155 mm AMF3. Il prototipo apparve nel 1972, mentre la produzione venne avviata dopo 5 anni, nel 1977.

## Tecnica
Esso ha la caratteristica di essere in grado di sparare 8 colpi al minuto, infatti GCT significa Grand Cadence de Tir, e quindi è, nella sua categoria, uno dei mezzi in grado di sviluppare un maggior volume di fuoco. Ciò è possibile in quanto esso ha un'attrezzatura per il tiro automatico, sistemata nell'alta torretta.
Scendendo nei particolari, esso ha una torretta alta e un poco sgraziata, in piastre saldate, con una lunga bocca da fuoco derivata dal cannone TR. Essa ha un calibro di 155mm e lunghezza di almeno 39 calibri. L'alzo è di -4/+66 gradi, la velocità di 5 gradi per secondo. La rotazione della torretta avviene in 36 secondi complessivi. Il cannone ha una struttura con 2 cilindri di assorbimento del rinculo, assai piccoli, sistemati coassialmente al cannone, che è anche dotato di freno di bocca a 2 luci per ridurre il rinculo. Il caricamento è con otturatore a scorrimento verticale, per aumentare al massimo la cadenza di tiro.
L'alimentazione è data dal seguente sistema: nella parte posteriore della torretta vi sono 42 proiettili e altrettanti bossoli. L'equipaggio di torretta e scafo in tutto ha appena 4 uomini, come il carro. L'apparato di fuoco può essere selezionato in modo da sparare a colpo singolo oppure un'autentica raffica di proiettili, 6 per un tempo di 45 secondi, al ritmo di 8 proiettili al minuto, ma il sistema di alimentazione, totalmente automatico, non consente di sparare più di 6 colpi in rapida successione, forse si basa di una struttura simile a quella di un revolver.
La ricarica della dotazione di artiglieria è facile, grazie alla presenza di 2 portelli posteriori, e l'equipaggio può eseguirla anche durante il fuoco e comunque non impiega più di 15 minuti per 'il pieno'.

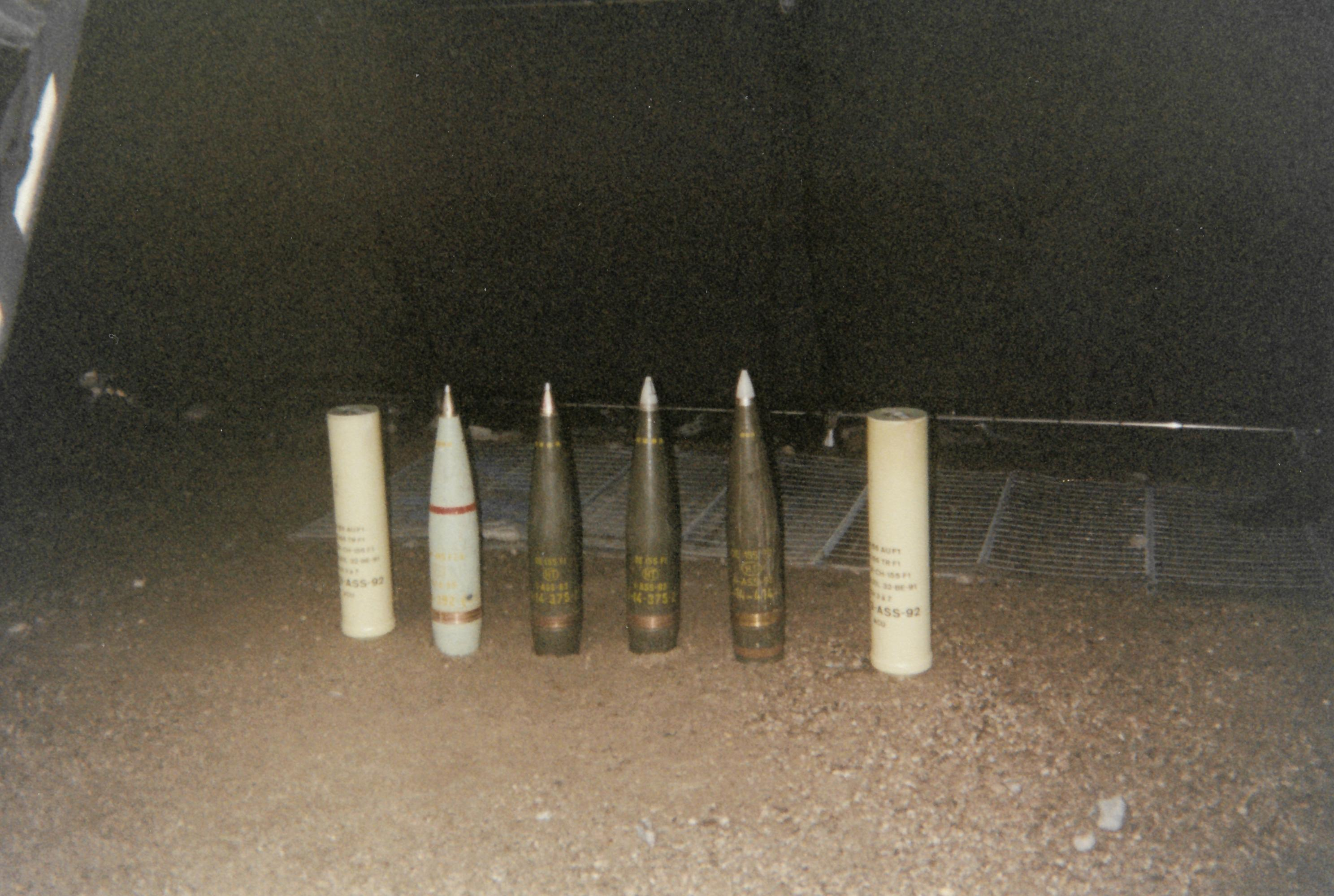
i tipi di munizioni disponibili, i cilindri bianchi sono le cariche di lancio

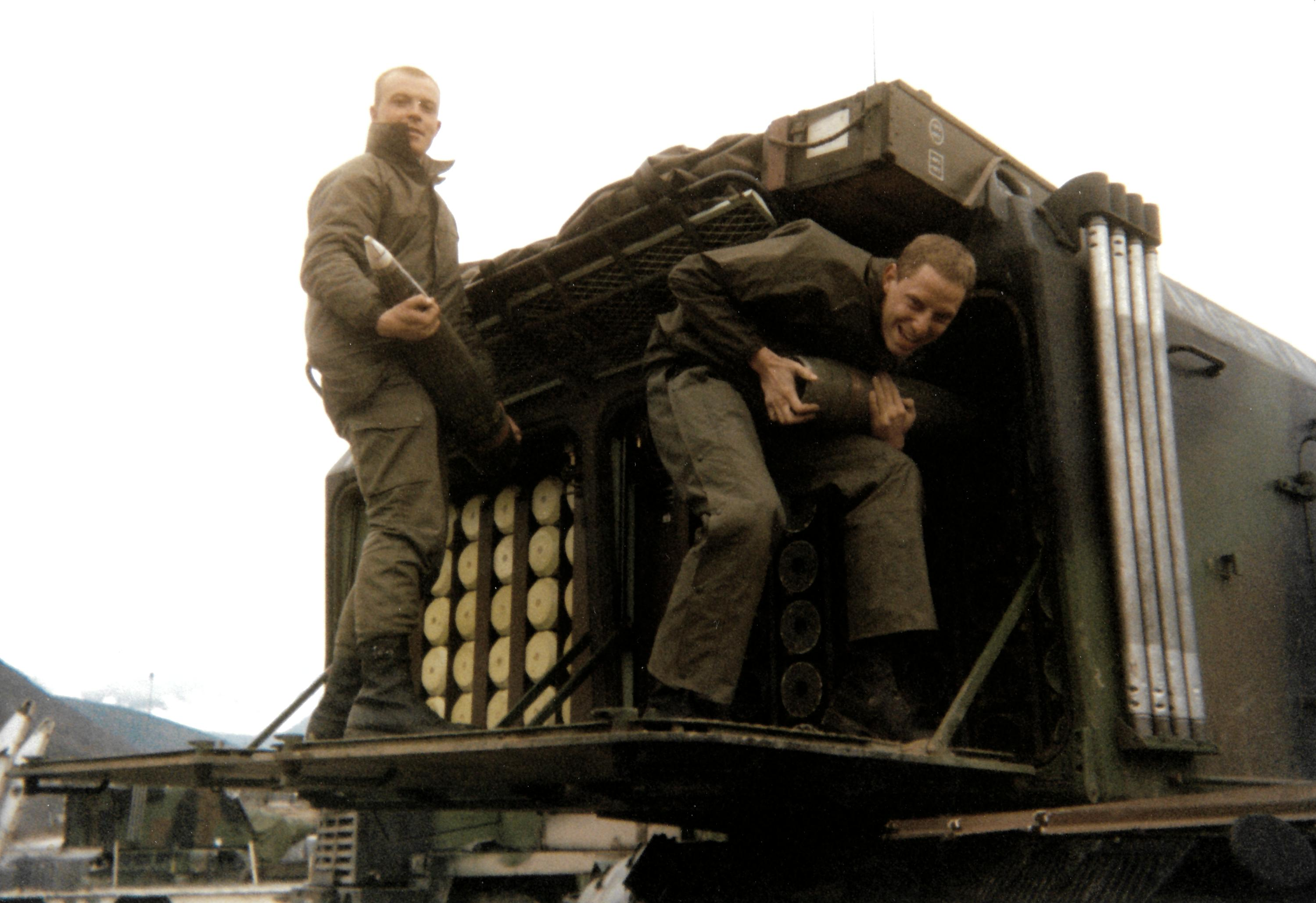
ricarica del semovente

L'apparato di fuoco consente anche il tiro diretto, mentre sono presenti anche una mitragliatrice da 7,62 e 12,7mm, e 2 lancia-nebbiogeni. Esistono sistemi di protezione NBC, radio, dispositivi per la misurazione della reale velocità iniziale dei proiettili (alla bocca) per garantire la massima precisione (infatti, la differenza di temperatura ambientale può influire sull'energia rilasciata dalle cariche dei proiettili).
Le munizioni sono di vario tipo, tra cui la HE normale, con 10 kg di peso, submunizioni con 6 mine controcarro, quella fumogena e altri tipi ancora. Era previsto un tipo a guida laser, il M712 Copperhead statunitense, ma in seguito questo progetto non è stato realizzato.
Lo scafo è quello solito dell'AMX-30, con un diesel da 720 hp, scafo in acciaio saldato di ridotto spessore, 5 ruote motrici di piccolo diametro, che sono ben distanziate tra di loro. Motore e trasmissione sono nella parte posteriore dello scafo: per questo tutto quello che è necessario per la funzione di artiglieria deve essere messo nella torretta, in quanto il motore non è stato spostato nella parte anteriore del carro, lasciando un vano per il lavoro e lo stivaggio dei colpi.

### Impiego
Esportato anche in Iraq, è l'artiglieria standard dell'esercito francese. La torretta, similmente a quella del Palmaria, può essere installata su altri carri, come il Leopard 1, che in un unico esemplare ha ricevuto, ma senza seguito, tale torre.
La produzione di questo modello andò ad equipaggiare anzitutto l'Arabia Saudita, che fu la prima a ordinarlo in 55 esemplari. A causa dell'obsolescenza delle proprie armi semoventi, anche le unità francesi di artiglieria ricevettero presto questo materiale in gruppi di 18 mezzi su 3 batterie, con il nome di 155 AU F1. Anche l'Iraq, che pure non ha mai avuto carri AMX-30, ha deciso di affiancare ai semoventi (pochi) forniti dai sovietici, 85 moderni GCT.
Questo obice/cannone semovente era tra i migliori e più potenti sistemi di fuoco. Con la possibilità di recapitare, da parte di una batteria, 36 proiettili in 45 secondi, una batteria di GCT ha la capacità di devastare un obiettivo tattico almeno quanto un paio con gli M109 statunitensi. Inoltre, la gittata standard è di 24 km, aumentabili a 30 con i proiettili con motore a razzo, pure disponibili.
Questa combinazione di letalità dei singoli colpi, gittata elevatissima e rapidità di fuoco fa sì che una batteria di GCT, una volta acquisito un obiettivo, possa distruggerlo con rapidità e scappare su una nuova posizione, secondo le moderne concezioni di dinamismo dell'artiglieria campale (grazie anche al fatto di essere su semoventi), sfuggendo così ad attacchi aerei e di controbatteria. Il fatto di sparare 6 colpi in un tempo che è la metà di quello solito fa la differenza tra essere distrutti dal fuoco di risposta oppure attaccare senza riuscire a causare molti danni prima di dover muoversi di nuovo.
Uno dei problemi riportato spesso con la possente artiglieria irachena era quello di acquisire per tempo gli obiettivi, magari entrando in azione precedendoli. Spesso reagiva solo quando il nemico aveva già sparato oppure era a contatto con le prime linee dell'esercito. Così il controllo e acquisizione obiettivi diventa un fattore importantissimo per l'uso efficace delle artiglierie nelle guerre moderne.
Nonostante la non ottimalità di questo mezzo per la presenza del motore nel settore posteriore, esso era indubbiamente una realizzazione di tutto rispetto. L'esperimento con il Leopard 1, ben più diffuso dell'AMX, non ha però portato ordini, anche perché era in corso il programma SP-70, molto simile. Ma nel 1987 esso venne cancellato, lasciando Germania e Italia senza prospettive di aggiornamento del proprio parco semoventi. Queste erano anche le principali nazioni utilizzatrici del Leopard.

### Confronto con il Palmaria
Il Palmaria, altro semovente costruito su scafo di carro armato, in tal caso il clone del Leopard 1, era dotato di un cannone simile all'FH70, sempre da 15/39mm con gittata simile di 24–30 km.
Usato, nonostante le sue qualità, solo all'export, esso appariva un buon progresso rispetto al vecchio M109 statunitense, ma anche pesante e costoso. Paragonato al GCT, esso ha caratteristiche simili, con un rapporto potenza-peso leggermente inferiore (46t.-750 hp, contro 42-720), ha una sagoma più bassa e nell'insieme è simile in caratteristiche base.
Quello che fa la differenza è la parte relativa al munizionamento. Il Palmaria ha una torre bassa, che lo rende simile ad un carro armato pesante, perché a bordo ha solo 30 proiettili, 23 dei quali presenti in torretta. Questa può essere dotata di un dispositivo manuale di caricamento oppure di uno semiautomatico. Con quest'ultimo può arrivare a tirare in maniera prolungata, 4 colpi al minuto (15 secondi per uno).
Nel caso del Palmaria, la dotazione di proiettili non eccede quella dell'M109 che di appena 2 unità. La massa e la potenza sono quasi il doppio, la cadenza di tiro è simile. Con l'M109 aggiornato con nuove bocche da fuoco al posto dell'originale da 23 calibri, l'unica differenza, in termini di gittata, di un certo rilievo è pressoché annullata, inoltre se l'M109 non ha lo stesso livello di protezione, in compenso è anfibio, sia pure con molta preparazione. Quando aggiornato con bocche da fuoco più potenti di quelle standard, come nel caso dell'M109A6, si ha a che fare con un semovente dalla validità ancora elevata e con costo e peso ben inferiori rispetto a quello del Palmaria e del GCT.
Per avere un vantaggio decisivo è necessario un sistema di caricamento speciale. Il Palmaria si ferma a quello semiautomatico, nel migliore dei casi, per i 23 proiettili di pronto impiego. Il GCT ha una dotazione munizioni di 42 colpi, il 40% maggiore del Palmaria, e con un margine anche maggiore del M109.
A questo si aggiunge pure la dotazione di un sistema di fuoco automatico che permette di sfruttare appieno, una volta localizzato l'avversario, la possibilità 'shoot and scoot', spara e scappa, per riposizionarsi in un'altra zona di fuoco. In base a queste considerazioni di potenza di fuoco, il GCT appare più potente del Palmaria.
Un veicolo che di recente ha fatto la sua comparsa, il 2S19, da 152mm sovietico/russo, riprende la conformazione del GCT compresa l'alta torre con alimentazione automatizzata e 40 colpi almeno. Anch'esso è basato sullo scafo di un carro armato, per cui la torretta ospita tutto quello che serve, senza fare affidamento sullo scafo per lavorarvi. Anche se non ottimale, questa configurazione, relativamente economica, ha mostrato certamente che il GCT sia un mezzo di riferimento assai ben riuscito. Solo l'avvento di semoventi con scafo studiato appositamente, e i relativi costi, quali il PzH 2000 tedesco, hanno reso parzialmente obsolescente il GCT e i sistemi similari sviluppati in Italia e Russia.